# Bundesautobahn 71
Die Bundesautobahn 71 (Abkürzung: BAB 71) – Kurzform: Autobahn 71 (Abkürzung: A 71) – hat eine Länge von 220 km. Sie verbindet Sangerhausen über Erfurt und den Thüringer Wald mit Schweinfurt. Der erste Abschnitt von Erfurt-Bindersleben bis zum provisorischen Anschluss Traßdorf wurde 1998 dem Verkehr übergeben, der letzte Abschnitt zwischen Etzleben und Sömmerda-Ost am 3. September 2015.
Die A 71 quert zwischen den Anschlussstellen Arnstadt-Süd und Meiningen-Nord auf rund 60 km Länge den Thüringer Wald an seiner schmalsten Stelle und hat hier auch den Namen Thüringer-Wald-Autobahn. Die eigentliche Kammquerung erfolgt auf 670 m Höhe über NN mit einer maximalen Längsneigung von zwei Prozent im fast acht Kilometer langen Tunnel Rennsteig, dem mit Abstand längsten Straßentunnel Deutschlands. Fünf Straßentunnel mit über 1 Kilometer Länge befinden sich an der A 71.
Weitere Orte an der A 71 sind Artern, Heldrungen, Arnstadt, Ilmenau, Geraberg, Oberhof, Zella-Mehlis, Suhl, Meiningen, Mellrichstadt, Bad Neustadt, Münnerstadt und Bad Kissingen.

## Geschichte

### Hauptabschnitt Erfurt–Schweinfurt
Die Bundesautobahn ist ein Neubau, der 1996 mit dem Hauptabschnitt Erfurt–Schweinfurt als Teil des Verkehrsprojektes Deutsche Einheit Nr. 16 begonnen wurde. Im Sommer 1991 war Planungsbeginn. Mit ungefähr zehn Millionen Euro pro Kilometer ist die Strecke im Abschnitt Thüringer Wald die teuerste Autobahn, die in Deutschland (zum Zeitpunkt der Fertigstellung) gebaut wurde.

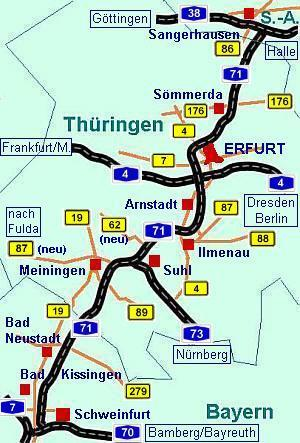
Verlauf der A 71
Sangerhausen–Schweinfurt

Der erste, 26 km lange Abschnitt der A 71 von Erfurt–Bindersleben bis zum provisorischen Anschluss Traßdorf wurde am 12. Dezember 1998 dem Verkehr übergeben. Am 5. November 2001 wurde das Teilstück zwischen den Anschlussstellen Oberhof und Suhl/Zella-Mehlis freigegeben, am 21. November 2001 folgte das Teilstück von Traßdorf bis Ilmenau-Ost. Am 20. Dezember 2002 wurde der Abschnitt Suhl/Zella-Mehlis bis Meiningen-Nord und der Abschnitt Ilmenau-Ost bis Ilmenau-West freigegeben. Mit den Freigaben der Teilstücke von Ilmenau-West bis Gräfenroda, sowie der ersten Fahrbahn von Meiningen-Nord bis Meiningen-Süd am 5. Juli 2003 und der Freigabe des Teilstückes von Gräfenroda bis Oberhof zwei Tage später war die komplette Strecke von Erfurt bis Meiningen-Süd in Betrieb. Die zweite Fahrbahn zwischen Meiningen-Nord und Meiningen-Süd wurde am 12. November 2004 für den Verkehr freigegeben. Am 14. Oktober 2005 wurde vorab der Abschnitt zwischen dem Autobahndreieck Werntal bei Schweinfurt, wo die A 71 in die A 70 mündet, und der Anschlussstelle Bad Kissingen/Oerlenbach für den Verkehr freigegeben. Am 17. Dezember 2005 folgte das Teilstück Meiningen-Süd – Bad Kissingen/Oerlenbach, womit der 1,6 Milliarden Euro teure und 152 km lange Abschnitt zwischen Erfurt und Schweinfurt fertiggestellt war.

### Abschnitt Sangerhausen–Erfurt
Die Freigabe der restlichen 68 km langen Trasse zwischen Erfurt-Bindersleben und Sangerhausen begann am 16. Dezember 2002 mit dem Abschnitt zwischen Sömmerda-Süd und Erfurt-Nord, ein halbes Jahr später am 10. Juli 2003 folgte der Abschnitt zwischen Sömmerda-Ost und Sömmerda-Süd. Am 6. Dezember 2005 folgte der Abschnitt von Erfurt-Nord bis Erfurt-Stotternheim und am 15. Dezember 2006 der Lückenschluss zwischen Erfurt-Stotternheim und Erfurt-Bindersleben. Am 12. Dezember 2008 wurde der Abschnitt zwischen Heldrungen und einer provisorischen Anschlussstelle an der B 85 südlich von Etzleben, einschließlich des 1725 m langen Schmücketunnels nach drei Jahren Bauzeit freigeben. Der vorletzte Abschnitt zwischen der Anschlussstelle Heldrungen und dem Autobahndreieck Südharz bei Sangerhausen wurde am 29. April 2013 für den Verkehr freigegeben, nachdem der ursprüngliche Termin im Dezember 2012 wegen einer Beschwerde gegen die Vergabe der Leitplankeninstallation verschoben werden musste.
Für die restliche Strecke von der AS Sömmerda-Ost bis zur provisorischen Anbindung der Bundesstraße 85 bestand seit November 2009 Baurecht. Mit dem offiziellen Baubeginn dieses Teilstücks am 23. Juni 2010 wurde zunächst eine dynamische Intensivverdichtung des Bodens vorgenommen (der Abschnitt führt durch ein Erdfallgebiet mit zahlreichen unterirdischen Hohlräumen), bevor im März 2013 der Strecken- und Verkehrsflächenbau aufgenommen wurde. Die Arbeiten an der einseitigen Tank- und Rastanlage Leubinger Fürstenhügel waren im Oktober 2012 in der Vorbereitung der Ausschreibung durch die DEGES. Die Eröffnung dieses letzten Abschnittes der A 71 folgte am 3. September 2015. Anfang 2017 erwartete die DEGES, dass die dortigen Parkplätze im Frühjahr 2017 freigegeben werden und die Gebäude der Raststätte zur Werkschau der Internationalen Bauausstellung Thüringen im Jahr 2019 fertiggestellt werden. Die 129 Pkw- und 88 Lkw-Parkplätze wurden am 24. Mai 2017 freigegeben. Im September 2017 wurde die Konzession für die Raststätte an die Shell Deutschland Oil GmbH vergeben, die sie wie geplant 2019 eröffnen wollte. Nach mehreren Verschiebungen wurde die Raststätte schließlich am 30. März 2021 eröffnet. Die Raststätte ist Teil der IBA Thüringen.

### Anschlussstelle Stadtilm
Am 20. Dezember 2017 wurde die nachträglich errichtete Anschlussstelle 14b Stadtilm dem Verkehr freigegeben. Die AS 14 Arnstadt-Süd bekam die neue Nummer 14a. An die neue AS 14b wurde der am gleichen Tage fertiggestellte Autobahnzubringer aus Richtung Rudolstadt angebunden, über eine 14 Kilometer lange Neubaustrecke, im Rahmen der Verlängerung der Bundesstraße 90 (B 90n).
Das Städtedreieck Saalebogen mit Saalfeld, Rudolstadt und Bad Blankenburg ist seitdem erheblich besser an die beiden Wirtschaftsräume Erfurt und Schweinfurt sowie den gesamten süddeutschen Raum angebunden.

### Umstrukturierungen im Bestandsstraßennetz
Nach dem Bau der A 71 wurden einige parallel verlaufende Bundesstraßen aufgelöst oder herabgestuft:
- Die B 4 wurde zwischen der A 71-AS Erfurt-Gispersleben und Coburg zur Landesstraße beziehungsweise Kreisstraße abgestuft.
- Die B 7 wurde zwischen der A 71-AS Erfurt-Bindersleben und Erfurt-Linderbach zur Kreisstraße abgestuft. Zeitgleich wurde die, im Zuge der A 71 gebaute, vierspurig ausgebaute L 1052 (Ostumfahrung Erfurt) von der Anschlussstelle Linderbach bis zur A 71-AS Erfurt-Nord zur Bundesstraße umgewidmet.[23]
- Die B 19 wurde zwischen Meiningen und Münnerstadt sowie zwischen Euerbach und der A 70-AS Werneck zur Landesstraße 3019 (in Thüringen) bzw. Staatsstraße 2445 (in Bayern) abgestuft.
- Die B 86 wurde 2013 zwischen der AS Heldrungen und Sachsenburg zur Landesstraße 3086, in Heldrungen zur Kreis- und Gemeindestraße, herabgestuft.[23] Der Abschnitt von der AS Heldrungen bis zur A 38 AS Sangerhausen-Süd folgte zum Januar 2016. Die Bundesstraße 85 sowie die Bundesstraße 176 sollen, nach vollständiger Freigabe der A 71, ebenfalls neu geordnet werden.[24][25]
- Die B 87 wurde 2013 zwischen der AS Ilmenau-Ost und dem Ort Ilmenau zur Landstraße 3087 herabgestuft.
- Die B 88 wurde zwischen der AS Ilmenau-West und der AS Gräfenroda zur Kommunalstraße und zwischen der AS Ilmenau-Ost und der AS Ilmenau-West zur Landesstraße herabgestuft.
- Die B 247 wurde zwischen Ohrdruf und Schleusingen zur L 3247 herabgestuft.
- Die B 280 von Zella-Mehlis nach Meiningen wurde zwischen Zella-Mehlis und Benshausen zur B 62 umgewidmet, der weitere Verlauf zur Landesstraße 1131 und zur Kreisstraße 581 abgestuft.

Die B 19 wurde im Raum Meiningen zum Teil neu gebaut und verlegt. Sie führt jetzt von Meiningen über den Ortsteil Helba zur AS Meiningen-Nord. Von der AS Münnerstadt bis zur Einmündung der B 287 wird die B 19 durch die B 287 ersetzt.
Auf der anderen Seite sind mehrere große Straßenprojekte zur Hinterlandanbindung der A 71 geplant, in Bau oder realisiert:
- In Artern entstand eine Ortsumgehung (L 1172) zur besseren Anbindung der östlich gelegenen Gebiete um Roßleben an die Autobahn, ein Weiterbau westlich der Autobahn wurde von 2018 bis 2021 vollzogen, womit Schönfeld und Ringleben umgangen werden, und Bad Frankenhausen besser an die Autobahn angebunden wird.
- Heldrungen erhielt ebenfalls eine Ortsumgehung (L 3086), die die Anbindung Bad Frankenhausens verbessert.[26]
- Die L 1051 von der AS Kölleda bis zur Kreuzung Streitsee wurde grundlegend ausgebaut, inklusive einer Ortsumgehung für Dermsdorf (Freigabe: 2012), welche den Verkehr von und zur Autobahn, insbesondere zum nahegelegenen Gewerbegebiet, besser aufnehmen kann.
- Auch in Sömmerda wurde eine Ortsumgehung (B 176) gebaut, die den Verkehr von der A 71 in westliche Richtung verbessert. In weiteren Bauabschnitten soll das Straßennetz nach Weißensee und Straußfurt (mit neuer Ortsumgehung der B 4) neu geordnet werden.[24][25]
- In Erfurt entstand eine Osttangente von der A 71 bis an die L 1052 im Stadtteil Erfurt-Südost. Diese ist im Abschnitt von der A 71 bis Erfurt-Linderbach (Anschluss an die B 7 in Richtung Weimar) Teil des Erfurter Rings. Dieser Abschnitt wurde 2013 zum Teil der Bundesstraße 7.[23] Der südliche Abschnitt ist als L 1052 gewidmet.
- Zwischen Straußfurt und Bad Langensalza wurde die Bundesstraße 176 auf eine südlicher gelegene Trasse ab Andisleben verlegt, um die Anbindung Nordwestthüringens an die neue Autobahn und die Landeshauptstadt zu verbessern.
- Bei Traßdorf wurde die Bundesstraße 90 angebunden.
- In Ilmenau erhielt die Bundesstraße 88 eine neue Trassierung mit Ortsumgehung für die Stadt und Langewiesen, die die Anbindung des Thüringer Schiefergebirges an die Autobahn verbessert.
- Geschwenda erhielt eine Ortsumgehung (B 88), die die Anbindung des Bereichs Ohrdruf an die A 71 verbessert.
- Zwischen Zella-Mehlis und Benshausen wurde die bisherige Landesstraße zur Bundesstraße 62 aufgestuft. Weiter zur Bundesstraße 19 bei Wernshausen wurde bzw. soll die Landesstraße ertüchtigt werden, um den Raum Schmalkalden in östlicher und westlicher Richtung besser zu erschließen.
- Die B 19 wird zwischen Meiningen und dem Raum Bad Salzungen ausgebaut und erhält Ortsumgehungen.
- Zwischen Meiningen und Fulda soll die Bundesstraße 87n gebaut werden, um die Anbindung der Rhön zu verbessern und die Lücke zwischen der A 71 bei Meiningen und der A 66 bei Fulda im Bundesfernstraßennetz zu schließen. Aufgrund ihrer hohen Kosten und ökologischen Risiken ist diese Trasse umstritten und ein Baubeginn nicht absehbar.
- Mellrichstadt erhielt eine Ortsumgehung (Bundesstraße 285), um die Orte des Streutals besser an die A 71 anzubinden.

### Trassenbündelung mit Schnellfahrstrecke Nürnberg–Erfurt

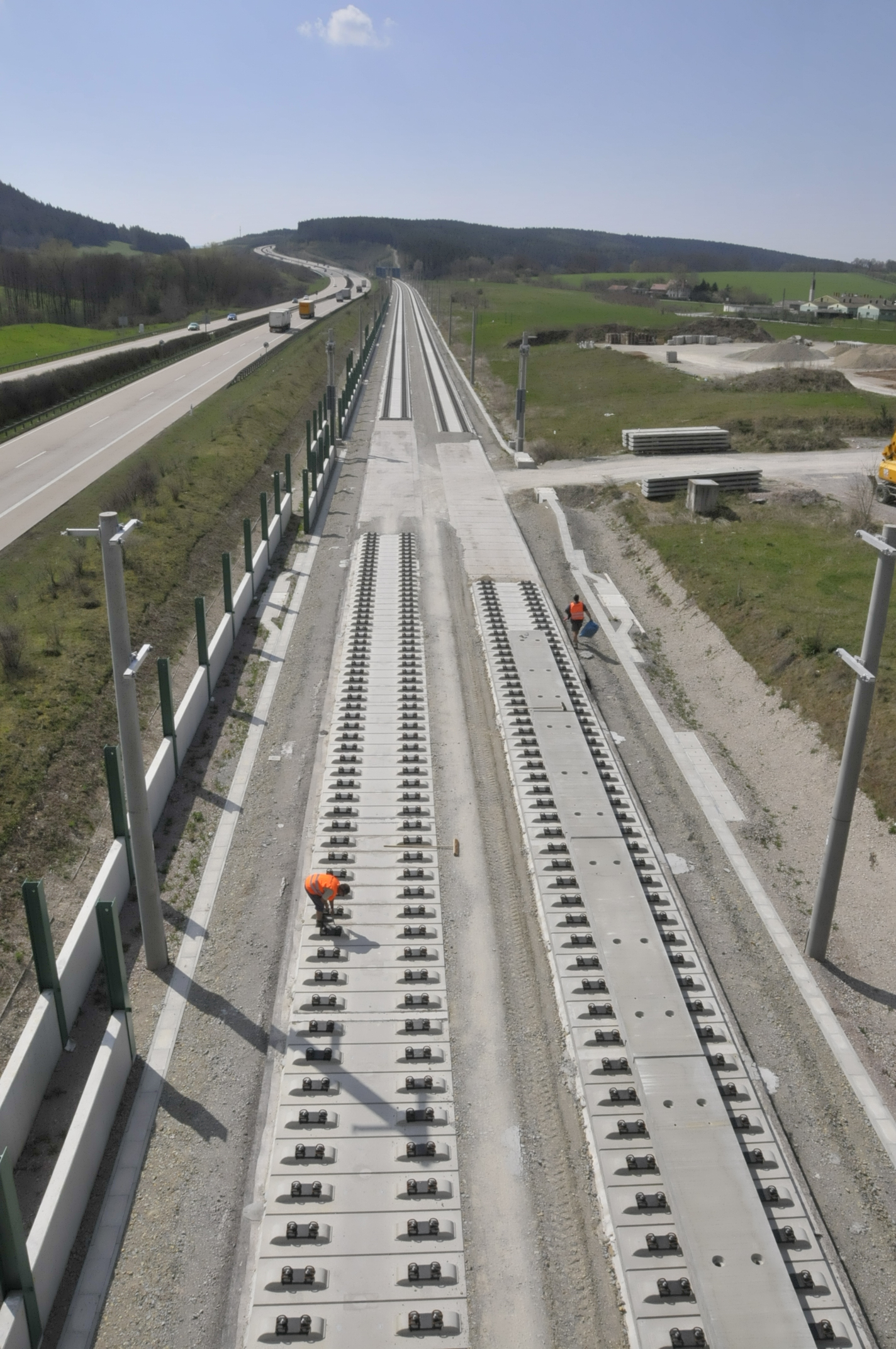
Trassenbündelung von A 71 und Schnellfahrstrecke Nürnberg–Erfurt (hier im Bau)

Die A 71 und die am 10. Dezember 2017 eröffnete Schnellfahrstrecke Nürnberg–Erfurt bilden auf einem ca. 23 Kilometer langen Abschnitt eine Verkehrswegebündelung. Die Trassenbündelung beginnt auf halbem Weg zwischen der AS 11 Erfurt-Bindersleben und dem Kreuz Erfurt und endet an der AS 14b Stadtilm. Die Bahnlinie verläuft, mit Ausnahme eines kurzen Stückes bis zum Erfurter Kreuz, unmittelbar westlich der Autobahn.

### Nordverlängerung zur Bundesautobahn 14
Eine Verlängerung zur A 14 an der Anschlussstelle Plötzkau als Verbindung Erfurts mit Magdeburg wurde zu Beginn der Gesamtplanung zur A 71 erwogen, letztlich aber nicht in die verbindliche Planung aufgenommen. Zur raumordnerischen Sicherung des Trassenkorridors wurde diese Verlängerung im Jahr 2003 in den Landesentwicklungsplan Sachsen-Anhalt aufgenommen. Die wiedergewählte schwarz-rote Landesregierung von Sachsen-Anhalt hat in ihrem Koalitionsvertrag vom April 2011 beschlossen, die Nordverlängerung der A 71 von Sangerhausen zur A 14 für den nächsten Bundesverkehrswegeplan anzumelden. Die vorhandene Bundesstraße 86 wies 2010 im Korridor zwischen Sangerhausen und Hettstedt nur eine mäßige Verkehrsbelastung von etwa 8000 Fahrzeugen pro Tag auf, ebenso wie die Bundesstraße 180 zwischen Eisleben und Aschersleben. Beide Bundesstraßen wurden zumindest in ihren südlichen Abschnitten zwischen der A 38 und dem Raum Hettstedt bereits neu trassiert und mit Ortsumgehungen versehen. Zwischen Hettstedt und der A 14 besteht hingegen noch keine leistungsfähige Straßenverbindung; hier stehen bisher nur die Landesstraßen 72, 74 und 152 zur Verfügung. Durch den starken Bevölkerungsrückgang im Mansfelder Land ist das Verkehrsaufkommen eher rückläufig. Die verlängerte A 71 würde die Strecke zwischen Erfurt und Magdeburg um etwa 30 Kilometer (bzw. 20 Minuten) verkürzen (gegenüber der Route über die – noch nicht fertiggestellte – Bundesautobahn 143). Im Frühjahr 2013 meldete das Land Sachsen-Anhalt die Nordverlängerung bis zur Bundesautobahn 14 für den Bundesverkehrswegeplan 2030 an. Bei der Prüfung wurde ein zu geringes Kosten-Nutzen-Verhältnis festgestellt und die Verlängerung wurde nicht in den Bundesverkehrswegeplan 2030 aufgenommen.

## Streckenverlauf

### Sangerhausen – Ilmenau
Die Autobahn beginnt am Dreieck Südharz bei Sangerhausen im südlichen Harzvorland und quert umgehend Richtung Süden die Ostausläufer der Goldenen Aue in der Helmeniederung. Bei Artern wird eine kleine Geländezunge zur Unstrutniederung durchschnitten, der Höhenzug der Hohen Schrecke an dessen Nordwestende tangiert und im Tunnel Schmücke der gleichnamige Geländerücken unterfahren. Damit ist die Autobahn in das Thüringer Becken eingetreten und folgt locker der Unstrutniederung im Osten bis etwa Sömmerda, wobei nördlich davon der Michelberg – und damit die Anhöhe zum Lossatal – durchschnitten wird. Die weitläufige östliche Umrundung von Sömmerda nutzt dabei den Galgenhügel sowie südlich davon das wellige Terrain bis zur Anschlussstelle Erfurt-Nord. Erfurt wird nun großräumig in seinem Norden, dann im Westen der Landeshauptstadt umfahren, indem u. a. das Tal der Gera gequert wird. Bei der Überbrückung der Apfelstädt im Westen der Stadt beginnt die Bündelung südwärts mit der Schnellfahrstrecke Nürnberg–Erfurt, kurz danach passiert man das Kreuz Erfurt mit der Bundesautobahn A4. Auf dem Rücken zwischen Gera- und Wipfratal nutzen Schnellfahrstrecke und Autobahn nun einen gemeinsamen Korridor, ehe ab der Anschlussstelle Stadtilm die Bündelung verlassen wird und die Autobahn westwärts Richtung Ilmenau verschwenkt wird.

### Ilmenau – Schweinfurt
Das Becken von Ilmenau wird dabei weiträumig am Nordsaum umfahren und westlich der Anschlussstelle Gräfenroda der Kamm des Thüringer Waldes unter Oberhof mit dem Rennsteigtunnel unterfahren. Bei Zella-Mehlis wird das Obere Einzugsgebiet der Steina, die sich nach Suhl fortsetzt, gequert und im Tunnel Berg Bock Suhl nordwestlich bis zum Dreieck Suhl (an der Nordflanke des Haseltals) umfahren. Auf dem Höhenzug zum Schwarzatal geht es weiter westwärts bis zu dessen Querung unterhalb von Kühndorf. Meiningen wird östlich im Haseltal passiert und die Werra bei Obermaßfeld-Grimmenthal. Nun führt die Autobahn wieder einigermaßen parallel zur Bahnstrecke Schweinfurt–Meiningen über die ehemalige innerdeutsche Grenze bei Mellrichstadt. Im östlichen Hinterland des Streu- und hernach des Saaletals geht es bis Münnerstadt, wo abermals parallel zur Bahnstrecke der breite Geländerücken zum Maintal überschritten und schließlich in das Dreieck Werntal westlich von Schweinfurt gemündet wird.

## Ausbauzustand

### Fahrstreifen und Regelquerschnitt
Die Autobahn ist vierstreifig, mit zusätzlichen Standstreifen außerhalb der Tunnel. Lediglich in einem Steigungsabschnitt Richtung Schweinfurt im Vorfeld des Thüringer Waldes, zwischen dem Tunnel Behringen und der AS 15 Ilmenau-Ost, verbreitert sich die A 71 auf der ansteigenden Fahrbahn von zwei auf drei Fahrstreifen. Zwischen den Anschlussstellen AS 9 Erfurt-Mittelhausen und AS 10 Erfurt-Gispersleben wurden in beiden Richtungen anstatt Standstreifen durchgehende Verflechtungsstreifen gebaut.
Der Großteil der Strecke hat einen Regelquerschnitt (RQ) von 26 m Breite. Auf dem nördlichen Abschnitt zwischen Sangerhausen und Sömmerda wurde die Autobahn mit einer Breite von 29,5 m (RQ 29,5) realisiert.

### Geschwindigkeitsbeschränkung
Zwischen den Tunneln Alte Burg und Berg Bock gibt es über eine Länge von zirka 18 Kilometern eine mit Wechselverkehrszeichen angezeigte Geschwindigkeitsbeschränkung von üblicherweise 80 km/h, die durch fünf feste Messstellen je Fahrtrichtung überwacht wird. Diese liegen im Tunnel Rennsteig bei Kilometer 117 und 120, zwischen Hochwaldtunnel und Tunnel Berg Bock bei Kilometer 125 und im Tunnel Berg Bock bei Kilometer 128.

### Geschwindigkeits- und Abstandsmessanlagen
Vor dem Tunnel Alte Burg bei Kilometer 112 bzw. 113,5 gibt es eine Geschwindigkeits- und Abstands-Mess-Anlage. Hier wurde zudem 2003 ein nicht genehmigtes Kennzeichen-Erfassungssystem erprobt. Eine weitere Abstands-Mess-Anlage befindet sich unmittelbar vor dem Tunnel Alte Burg aus Richtung Erfurt kommend. An beiden Anlagen wird die Geschwindigkeit zur Ermittlung des Sicherheitsabstandes ebenfalls erfasst.

A 71 von Erfurt Richtung Schweinfurt
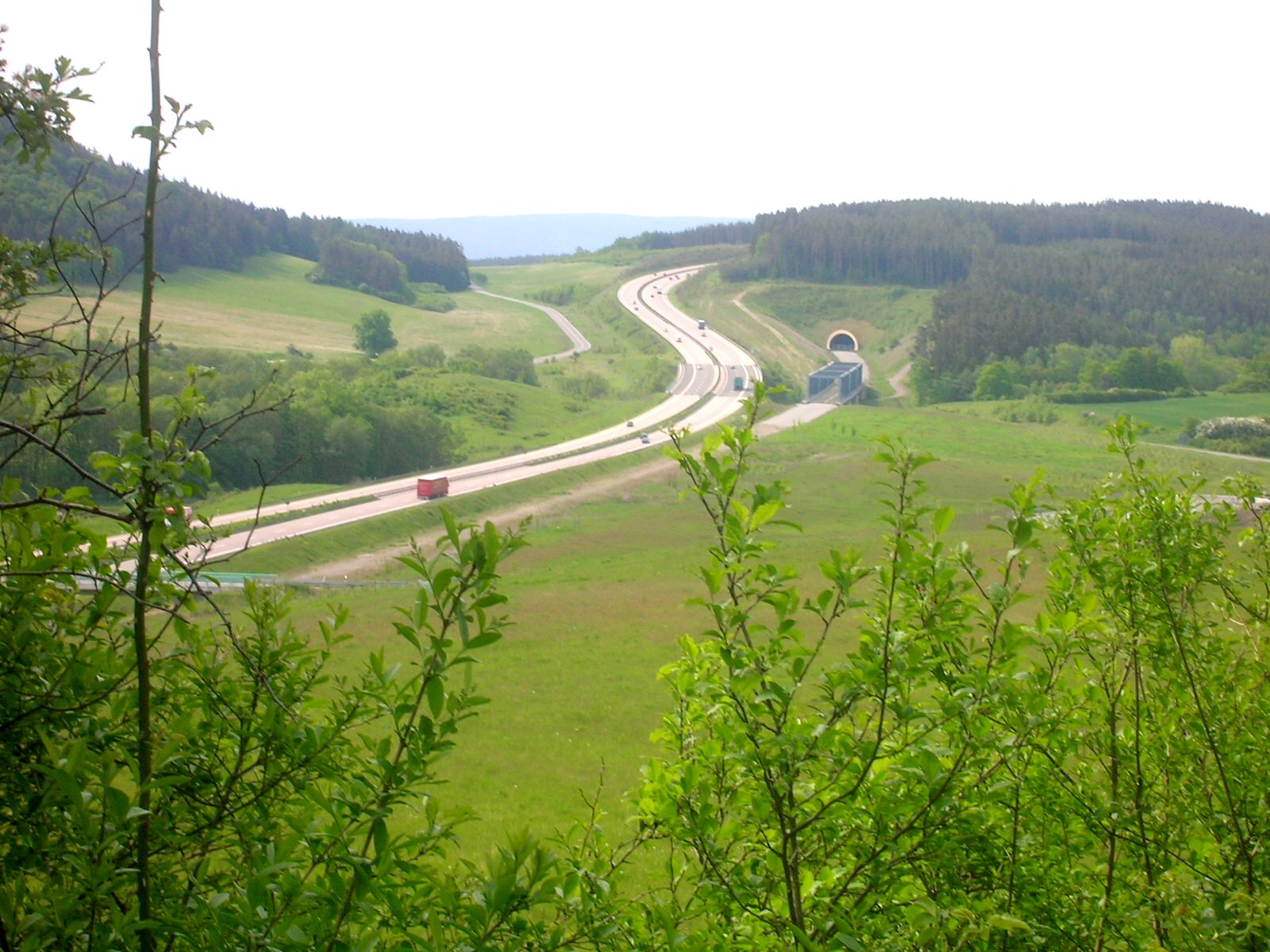
Querung des Wipfratals, rechts Schnellfahrstrecke Nürnberg–Erfurt mit Einfahrt in Tunnel Sandberg (2006, Schnellfahrstrecke noch in Bau)
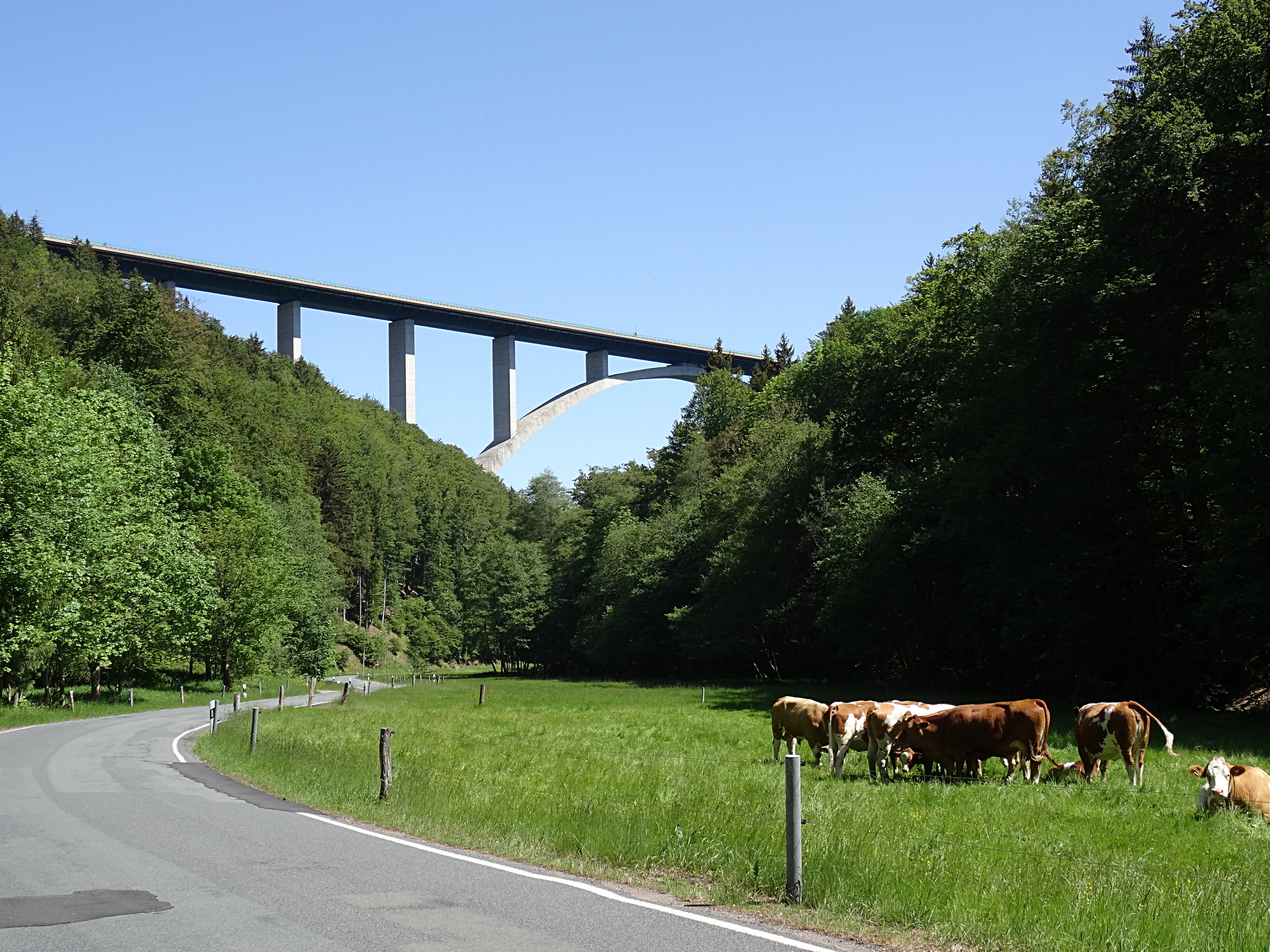
Talbrücke Wilde Gera
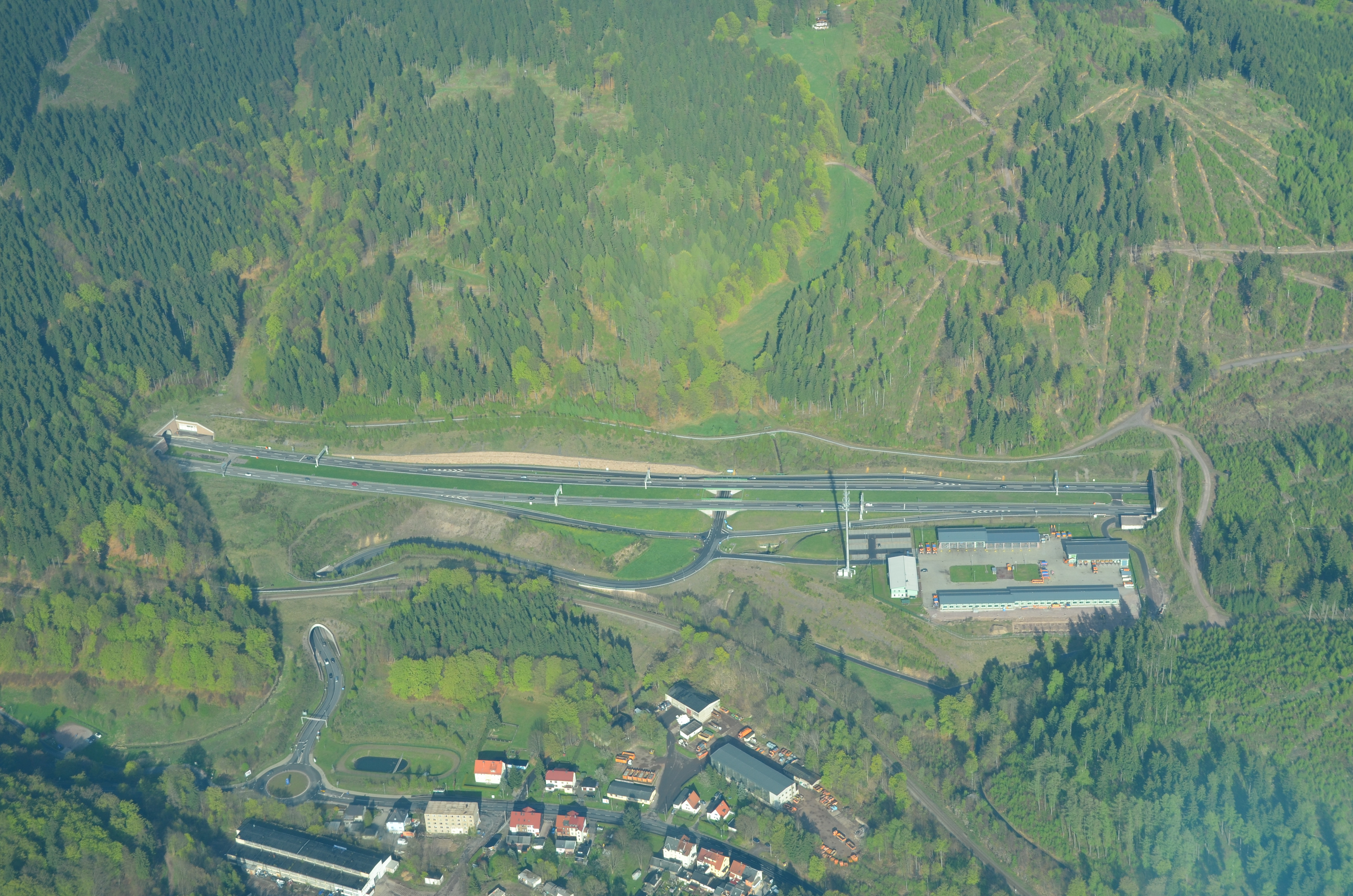
Luftaufnahme AS 18 Oberhof, links Rennsteigtunnel, rechts Tunnel Hochwald
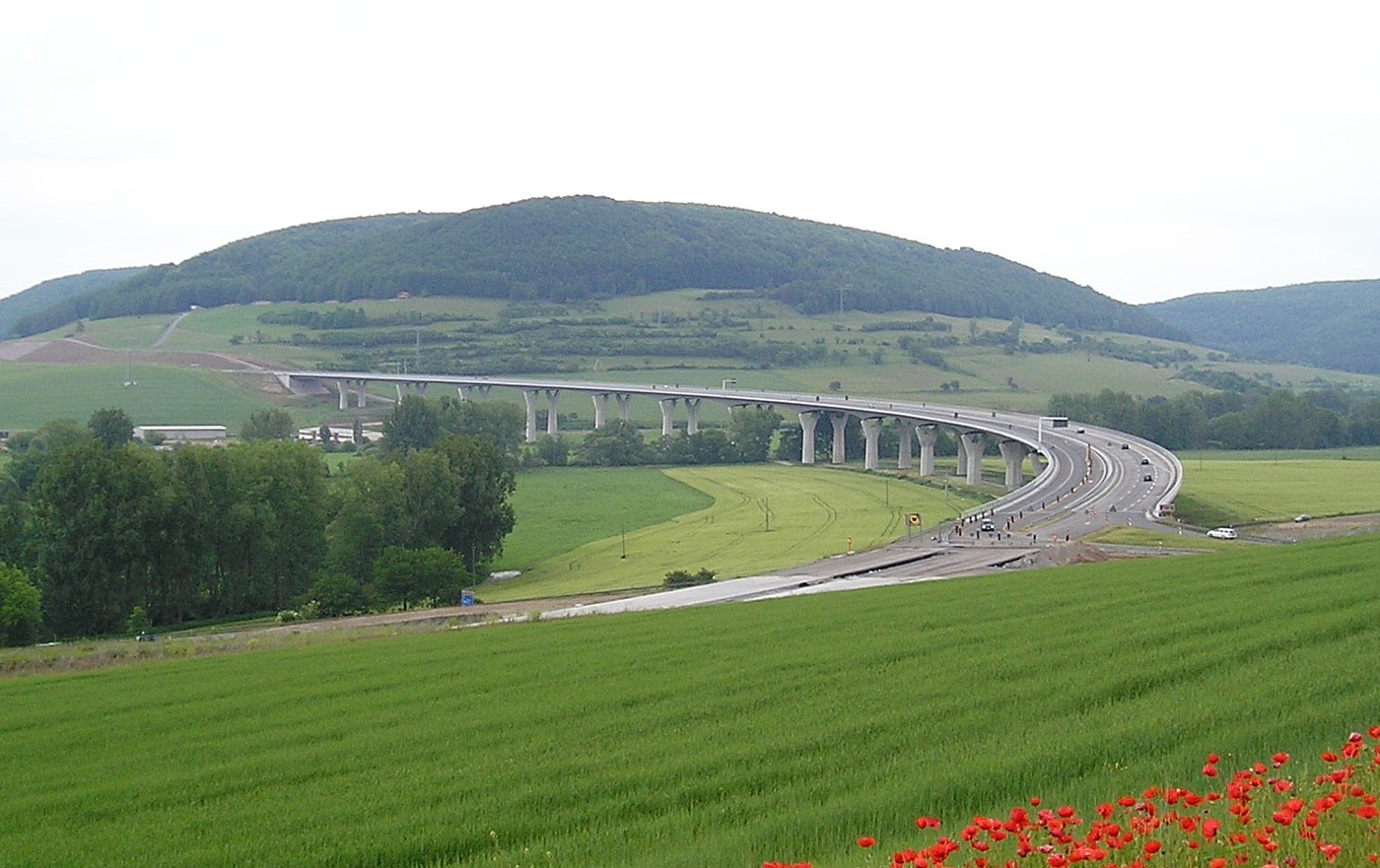
Werratalbrücke an AS 22 Meiningen-Süd, mit 1194 m längste Brücke der A 71 (2005; A 71 via Schweinfurt noch im Bau)
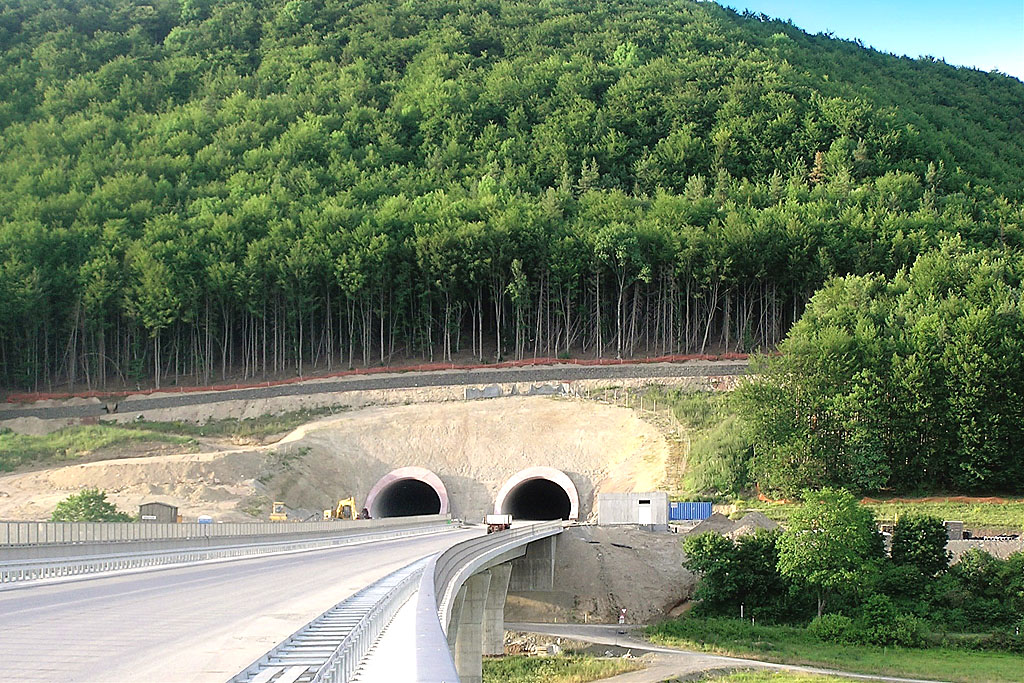
Tunnel Eichelberg Südportal, davor Talbrücke Jüchsen (2005 noch im Bau)

## Besonderheiten

### Windböen
Auf den Talbrücken Reichenbach und Zahme Gera sind seit Eröffnung 2003 trotz vorhandener Windsäcke schon mehrere Lkw oder deren Anhänger (jeweils ohne Ladung) durch starke Windböen umgerissen worden. In den nach Norden abfallenden Tälern kommt es immer wieder zur Herausbildung starker Fallwinde vom Kamm des Thüringer Waldes. Dies war schon vor dem Bau der Brücken bekannt, wurde aber nicht ausreichend berücksichtigt. Bei stürmischer Wetterlage wird daher mit lichtemittierenden Wechselverkehrszeichen auf einer Länge von drei Kilometern im Bereich der Talbrücken Reichenbach und Zahme Gera die Geschwindigkeit auf 60 km/h begrenzt und ein Überholverbot für Kraftfahrzeuge mit einem zulässigen Gesamtgewicht über 3,5 t angezeigt. Im Januar 2007 gab es zwei Sperrungen der A 71 in beiden Richtungen – von AS Ilmenau-West bis AS Oberhof bzw. AS Gräfenroda – im Zusammenhang mit dem Sturm-Tief Kyrill, drei Jahre später folgte wegen des Sturm-Tiefs Xynthia eine Sperrung über fünf Stunden. Auf den Brücken ist der nachträgliche Bau von Windschutzwänden mit der erforderlichen Höhe für Lastkraftwagen aus statischen Gründen nicht möglich. Zum Windschutz wurde im Sommer 2009 das Brückengeländer auf der Südseite der Talbrücke Reichenbach durch eine 2,5 Meter hohe Windschutzwand mit Lamellen aus Plexiglas ersetzt.

### Sperrung
Bei Kilometer 144, vor der AS 21 Meiningen-Nord, überquert die Autobahn mit der Talbrücke Schindgraben einen Kalksteinbruch, der seit 1991 in Betrieb ist. Während der Sprengungen wird aufgrund der Steinfluggefahr die Autobahn von Polizeiwagen für zirka 20 bis 30 Minuten gesperrt. Da die Sprengungen laut Planfeststellungsbeschluss von 1999 weiterhin erlaubt sind, eine Trassenverschiebung aufgrund von Naturschutzbelangen sowie aus Kostengründen nicht möglich war und die Vorkommen noch für 50 Jahre reichen, versuchte die DEGES – bisher erfolglos – den Steinbruch zu kaufen.
Die im Thüringer Wald liegenden vier Tunnel Alte Burg, Rennsteig, Hochwald und Berg Bock sind in die Tunnelkategorie E eingestuft und dürfen somit von Fahrzeugen mit gefährlichen Gütern mit Ausnahme der UN-Nummern 2919, 3291, 3331, 3359 und 3373 nicht befahren werden. Eine Freigabe ist nicht absehbar.

### Überwachung
Laut dem 6. Tätigkeitsbericht des Thüringer Landesbeauftragten für den Datenschutz befinden sich in den Tunneln der Kammquerung und um diese herum 280 schwenkbare Kameras ohne Zoomfunktion, die der Überwachung des Verkehrsflusses und betriebstechnischer Anlagen dienen. Weiterhin gibt es zirka 250 induktive Zählstellen für die Erfassung der Verkehrsbewegung und Steuerung der Verkehrsströme. Laut Bericht werden weder von den Kameras noch von den Zählstellen personenbezogene Daten erfasst.

### Bauwerke im Thüringer Wald
Im Bereich der Wald-Autobahn folgen viele große Ingenieurbauwerke aufeinander, die bemerkenswertesten sind in der folgenden Tabelle aufgelistet.
| Kilo- meter | Bauwerk                             | Länge         | max. Höhe |
| ----------- | ----------------------------------- | ------------- | --------- |
| 92,5        | Tunnel Behringen                    | 465 m         |           |
| 94,0        | Wipfratalbrücke                     | 176 m         | 15 m      |
| 101,5       | Talbrücke Altwipfergrund            | 278 m 280 m   | 35 m      |
| 102,5       | Talbrücke Streichgrund              | 449 m 450 m   | 28 m      |
| 107,0       | Talbrücke Reichenbach               | 1000 m        | 60 m      |
| 108,5       | Talbrücke Zahme Gera                | 520 m         | 63 m      |
| 112,0       | Tunnel Alte Burg                    | 874 m 866 m   |           |
| 113,5       | Talbrücke Schwarzbachtal            | 352 m 322 m   | 71 m      |
| 114,0       | Talbrücke Wilde Gera                | 552 m         | 110 m     |
| 114,5       | Tunnel Rennsteig                    | 7916 m 7878 m |           |
| 123,5       | Tunnel Hochwald                     | 1056 m        |           |
| 126,0       | Talbrücke Steinatal                 | 445 m         | 20 m      |
| 126,5       | Tunnel Berg Bock                    | 2738 m 2718 m |           |
| 131,0       | Talbrücke Albrechtsgraben           | 770 m         | 80 m      |
| 133,5       | Talbrücke Seßlestal                 | 320 m         | 53 m      |
| 135,0       | Talbrücke Schafstalgrund            | 525 m         | 61 m      |
| 137,0       | Talbrücke Streitschlag              | 256 m         | 33 m      |
| 140,0       | Talbrücke Schwarza                  | 675 m         | 68 m      |
| 142,0       | Talbrücke Rotes Tal                 | 406 m         | 19 m      |
| 144,0       | Talbrücke Schindgraben (Steinbruch) | 464 m         | 55 m      |
| 145,0       | Talbrücke Judental                  | 456 m         | 45 m      |
| 147,0       | Talbrücke Haseltal                  | 724 m 714 m   | 22 m      |
| 149,8       | Talbrücke Werratal                  | 1194 m        | 34 m      |
| 152,5       | Tunnel Eichelberg                   | 1097 m 1123 m |           |
| 153,5       | Talbrücke Jüchsen                   | 369 m         | 25 m      |

### Rekorde
- Talbrücke Wilde Gera: mit 252 m Spannweite die größte Stahlbetonbogenbrücke Deutschlands, die eine Straße überführt
- Tunnel Rennsteig: mit 7916 m der längste Straßentunnel Deutschlands und nach dem Ryfylketunnel, dem Gran-Sasso-Tunnel, dem Plabutschtunnel sowie dem Seelisbergtunnel der fünftlängste zweiröhrige Straßentunnel Europas.

### Wildwechselschutz
Ein Wildwechsel wird durch beidseitige, durchgehende Wildschutzzäune auf der Strecke zwischen der Wipfratalbrücke und dem Dreieck Werntal verhindert. Bei neu freigegebenen Abschnitten erfolgt die Errichtung des Wildschutzzaunes meist erst nach Abschluss sämtlicher Baumaßnahmen.
Um einen gefahrlosen Wildwechsel zu ermöglichen, wurden zwischen den Anschlussstellen Arnstadt-Süd (bei Kilometer 98) und Ilmenau-Ost sowie Meiningen-Nord und Meiningen-Süd (bei Kilometer 149) sowie nördlich von Münnerstadt die in Deutschland noch seltenen Überführungen, auch Grünbrücken genannt, errichtet. Ansonsten kann ein Wildwechsel durch die zahllosen Feld- und Waldwegunterführungen der A 71 erfolgen.

### Trinkwasserschutz
Südlich von Münnerstadt durchquert die Autobahn auf einer Länge von mehr als zehn Kilometern eine Wasserschutzzone, die der Trinkwassergewinnung für die Städte Münnerstadt und Bad Kissingen dient. Daher ist dort die Fahrbahn durch den zusätzlichen Einbau einer zehn Zentimeter starken bituminösen Tragschicht abgedichtet worden. Außerdem wurden in diesem Abschnitt gegen das Abkommen von Fahrzeugen von der Fahrbahn anstelle von Schutzplanken sowohl im Mittelstreifen als auch am Fahrbahnrand Betonschutzwände eingebaut. Diese sorgen gleichzeitig für die Ableitung des Oberflächenwassers von der Fahrbahn in das Entwässerungssystem. Allerdings sind nur alle 200 m Aufstiegshilfen vorhanden, so dass nach einem Unfall der Empfehlung, das Fahrzeug zu verlassen und sich hinter die eventuell vorhandene Leitplanke zu begeben, im ungünstigsten Fall erst nach 100 m Laufen am Fahrbahnrand Folge geleistet werden kann.

## Trivia
Zum 1. Januar 2016 lagen die Zuständigkeiten für die A 71 wie folgt:
- Land Sachsen-Anhalt
  - im Bereich Autobahndreieck Südharz (1) und Anschlussstelle Heldrungen (3) bei der Autobahnmeisterei Oberröblingen
- Freistaat Thüringen[38]
  - im Bereich Anschlussstelle Heldrungen (3) und Anschlussstelle Ilmenau-Ost (15) bei der Straßenmeisterei Erfurt,
  - im Bereich Anschlussstelle Ilmenau-Ost (15) und der Landesgrenze Thüringen-Bayern bei der Straßenmeisterei Zella-Mehlis,
- Freistaat Bayern[39]
  - im Bereich Landesgrenze Thüringen-Bayern und Anschlussstelle Münnerstadt (26) bei der Straßenmeisterei Rödelmaier,
  - im Bereich Anschlussstelle Münnerstadt (26) und Autobahndreieck Schweinfurt/Bergrheinfeld mit der A 70 (4/31) bei der Straßenmeisterei Schweinfurt.

Im Juli 2017 erschien eine Dokumentation mit dem Titel „Die unmögliche Autobahn“ im MDR.